# 海城站 (温州市)
海城站位于中华人民共和国浙江省温州市龙湾区海城街道滨海大道和海工大道交叉口西南角地块，是温州轨道交通S2线的一座中间站。本站于2023年8月26日随S2线的开通而启用。

## 车站结构
本站为路侧高架三层侧式车站（两台四线），总建筑面积为13952平方米，设有3个出入口，以及卫生间1处、母婴室1间。

### 车站楼层
| 地上三层 | 侧式站台 | 侧式站台                                 | 侧式站台 | 侧式站台 |
|          | 一站台   | █ S2线 清东路方向（下站：天河）          |          |          |
|          |          | █ S2线 清东路方向越行线                  |          |          |
|          |          | █ S2线 东山方向越行线                    |          |          |
|          | 二站台   | █ S2线 东山方向（下站：鲍田）            |          |          |
|          | 侧式站台 |                                          |          |          |
| 地上二层 | 站厅     | 售票机、客服中心、商店、警务室、安检设施 |          |          |
| 地面     | 地面层   | 出入口                                   |          |          |

### 站台
本站设有两个侧式站台，位于滨海大道西侧的上空。

## 公交接驳
- 配套站点：本站海工大道上新设“S2海城站”公交停靠站1对[6]。
- 配套线路：2条（金海一线、金海二线）[6]。

## 历史
- 2021年7月1日，温州市轨道交通置业有限公司副总经理邵耀珠带队赴浙南产业集聚区管委会对接本站TOD城市设计相关工作[7]。
- 2021年9月5日，S2线第一杆接触网在本站至塘下站（现为鲍田站）高架区间成功组立[8]。
- 2022年5月17日，本站单位工程顺利通过验收[9]。